# Farsu magru

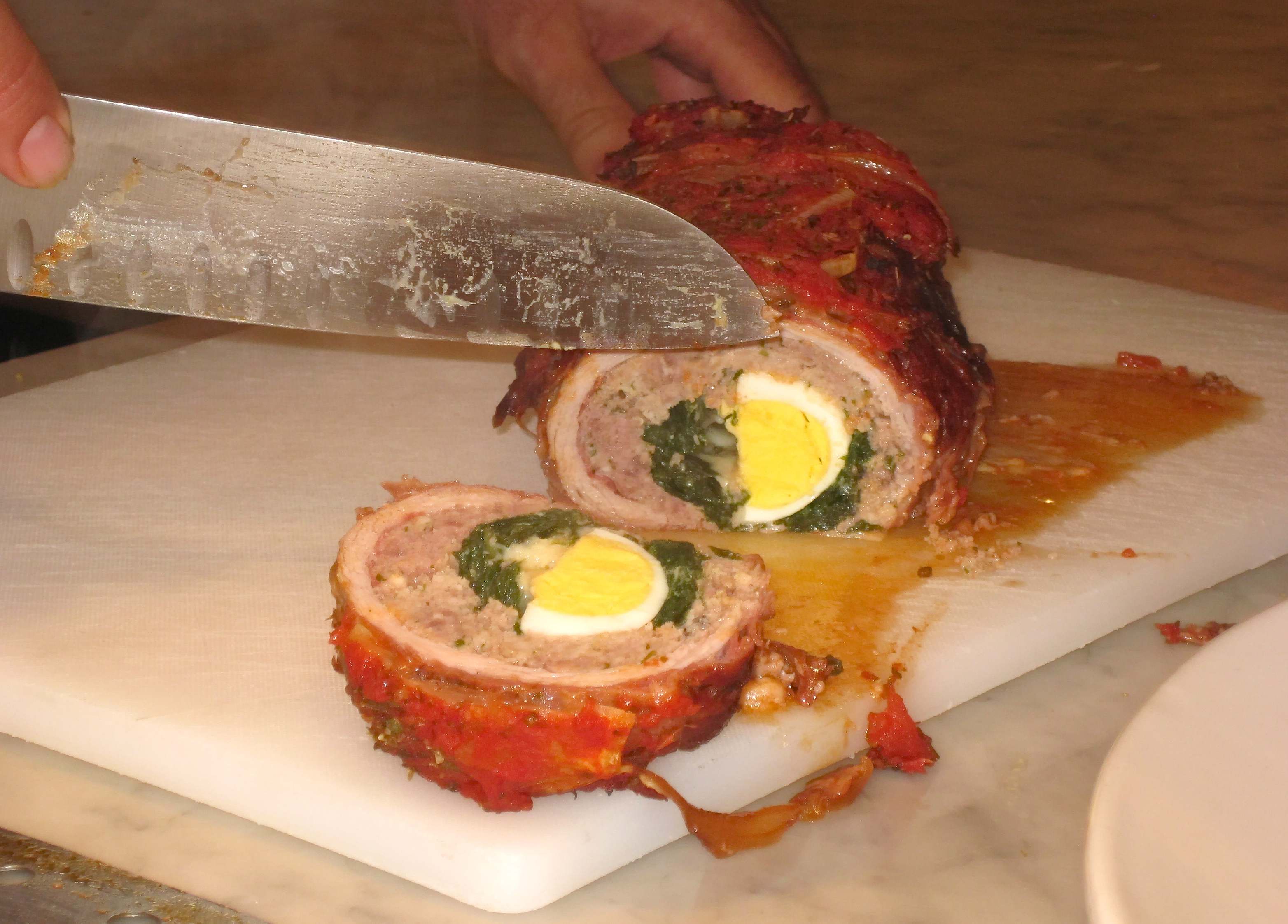
Farsu magru (fertig gegart und aufgeschnitten)

Farsu magru ist ein traditionelles Fleischgericht der sizilianischen Küche. Zubereitet wird dieser Rollbraten vorwiegend in ländlichen Regionen im Inselinneren.
Farsu magru bedeutet so viel wie „mager gemacht“, wobei „mager“ im Sinn von „ärmlich“ gemeint ist, da nur die äußere Schicht des Bratens aus Fleisch besteht.
Rindfleischscheiben werden flachgeklopft und so übereinander gelegt, dass sie ein großes Rechteck bilden. Darüber kommt eine Schicht dünner Speckscheiben. Für die Farce werden zerdrückte Brotscheiben, Hackfleisch, in kleine Würfel geschnittener Käse und Schinken, gehackte Zwiebeln, Knoblauch und frische Kräuter vermischt. Anschließend wird die Füllung gleichmäßig auf dem Rechteck verteilt, in die Mitte werden hart gekochte Eier gebettet. Das Fleisch wird nun um die Füllung gerollt, zusammengebunden und im Schmortopf gegart.
Man serviert den Farsu magru z. B. mit Rosmarinkartoffeln oder kalt mit Tomatensauce.